# Gand-Wevelgem 2017
La Gand-Wevelgem 2017, settantanovesima edizione della corsa e valida come dodicesima prova dell'UCI World Tour 2017 categoria 1.UWT, si svolse il 26 marzo 2017 su un percorso di 249 km, con partenza da Deinze e arrivo a Wevelgem, in Belgio. La vittoria fu appannaggio del belga Greg Van Avermaet, che completò il percorso in 5h39'05", alla media di 44,060 km/h, precedendo il connazionale Jens Keukeleire e lo slovacco Peter Sagan.
Sul traguardo di Wevelgem 115 ciclisti, su 200 partiti da Deinze, portarono a termine la competizione.

## Squadre e corridori partecipanti
| N.      | Cod. | Squadra                         |
| ------- | ---- | ------------------------------- |
| 1-8     | BOH  | Bora-Hansgrohe                  |
| 11-18   | QST  | Quick-Step Floors               |
| 21-28   | LTS  | Lotto-Soudal                    |
| 31-38   | BMC  | BMC Racing Team                 |
| 41-48   | ALM  | AG2R La Mondiale                |
| 51-58   | AST  | Astana Pro Team                 |
| 61-68   | TBM  | Bahrain-Merida Pro Cycling Team |
| 71-78   | CDT  | Cannondale-Drapac               |
| 81-88   | FDJ  | FDJ                             |
| 91-98   | MOV  | Movistar Team                   |
| 101-108 | ORS  | Orica-Scott                     |
| 111-118 | DDD  | Team Dimension Data             |
| 121-128 | KAT  | Team Katusha-Alpecin            |

| N.      | Cod. | Squadra                      |
| ------- | ---- | ---------------------------- |
| 131-138 | TLJ  | Team Lotto NL-Jumbo          |
| 141-148 | SKY  | Team Sky                     |
| 151-158 | SUN  | Team Sunweb                  |
| 161-168 | TFS  | Trek-Segafredo               |
| 171-178 | UAD  | UAE Team Emirates            |
| 181-188 | SVB  | Sport Vlaanderen-Baloise     |
| 191-199 | WGG  | Wanty-Groupe Gobert          |
| 201-208 | VWC  | Vérandas Willems-Crelan      |
| 211-218 | COF  | Cofidis                      |
| 221-228 | WVA  | WB Veranclassic Aqua Protect |
| 231-238 | ICA  | Israel Cycling Academy       |
| 241-248 | RNL  | Roompot-Nederlandse Loterij  |

## Ordine d'arrivo (Top 10)
| Pos. | Corridore         | Squadra    | Tempo    |
| ---- | ----------------- | ---------- | -------- |
| 1    | Greg Van Avermaet | BMC        | 5h39'05" |
| 2    | Jens Keukeleire   | Orica      | s.t.     |
| 3    | Peter Sagan       | Bora       | a 6"     |
| 4    | Niki Terpstra     | Quick-Step | s.t.     |
| 5    | John Degenkolb    | Trek       | s.t.     |
| 6    | Tom Boonen        | Quick-Step | s.t.     |
| 7    | Jens Debusschere  | Lotto      | s.t.     |
| 8    | Michael Matthews  | Orica      | s.t.     |
| 9    | Fernando Gaviria  | Quick-Step | s.t.     |
| 10   | Sacha Modolo      | UAE        | s.t.     |